# Silvio Appiani
Silvio Appiani (Vicenza, 21 settembre 1894 – San Michele del Carso, 21 ottobre 1915) è stato un militare, allenatore di calcio e calciatore italiano, di ruolo attaccante.

## Biografia

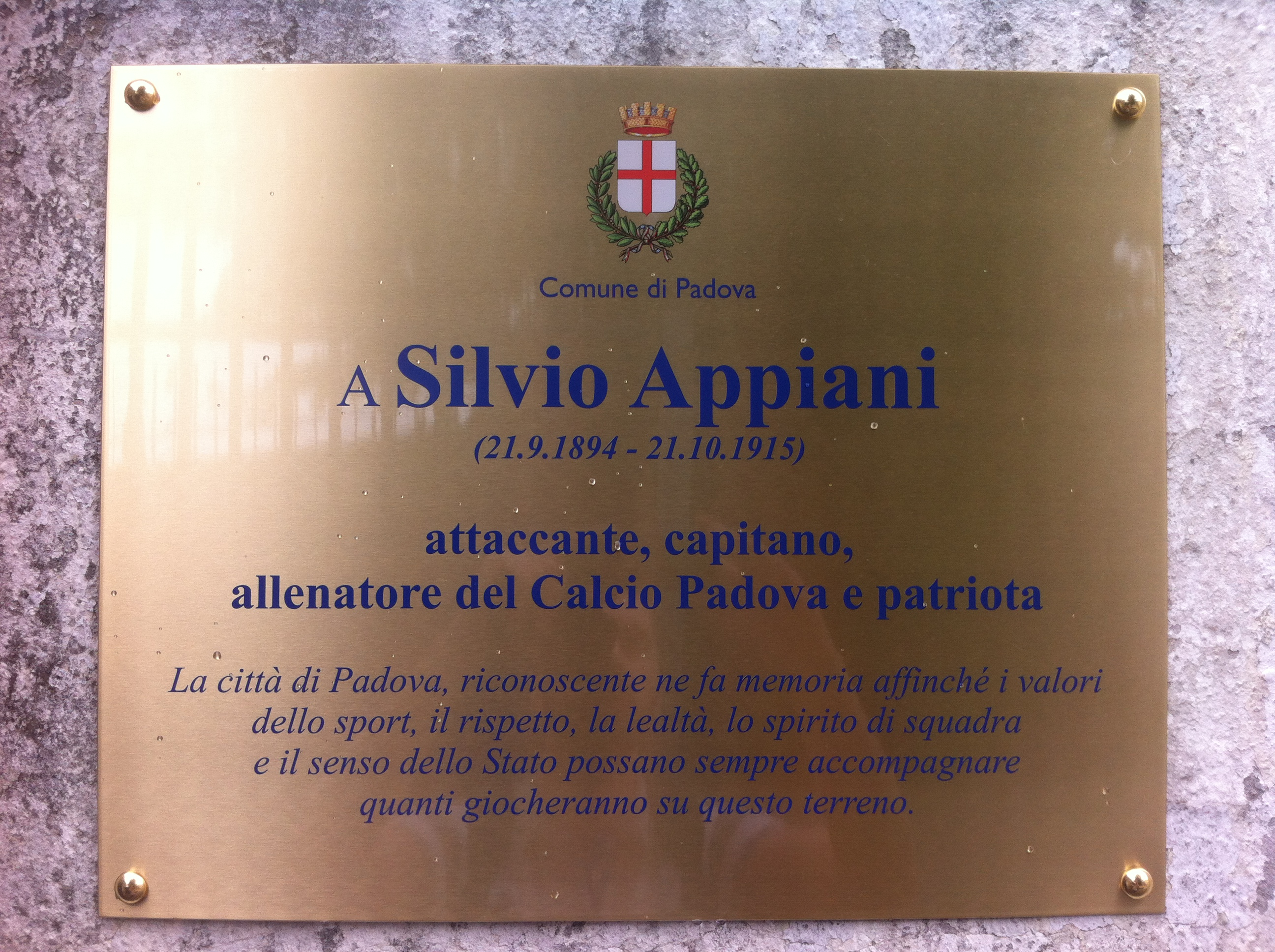
Targa a Silvio Appiani posta nel cortile dello stadio che porta il suo nome, all'imboccatura del campo di gioco

Figlio di un ispettore del Demanio, studiò al Liceo Tito Livio di Padova. Successivamente si iscrisse alla Facoltà di Medicina dell'Università degli Studi di Padova.
Nel 1915 l'Italia entrò in guerra. Nello stesso anno Silvio Appiani, che aveva conseguito la Laurea in Farmacia, si arruolò volontario nell'esercito. Rifiutata l'offerta di aggregarsi al Corpo della Sanità Militare, chiese di combattere in fanteria e venne assegnato il 5 ottobre 1915 al 139º Reggimento, brigata "Bari", a Bosco Lancia nei pressi di San Michele del Carso di Savogna d'Isonzo, sul Carso, dove morì il 21 ottobre 1915 a 21 anni a causa di un bombardamento austriaco.
Il Padova nel maggio 1920 creò una coppa in suo onore, la Coppa Appiani, che venne vinta proprio dai padovani.
Il Comune di Padova nel 1921 iniziò la costruzione di un nuovo stadio per la squadra di calcio della città che da allora porta il suo nome.
Secondo il Commissariato Generale per le Onoranze dei Caduti in Guerra, Silvio Appiani è sepolto nel Sacrario militare di Redipuglia e non al Cimitero Maggiore di Padova, dove comunque una targa con il suo nome lo ricorda.

## Carriera

Formazione del Padova, annata 1914-1915. Silvio Appiani è il terzo in piedi da destra.

Silvio Appiani è stato un attaccante e goleador della squadra del Padova di inizio secolo.
Fece il suo debutto con i padovani il 4 maggio 1913 nel Campionato Veneto di Promozione. In quella stagione 1913-1914 giocò 2 partite, contro il Petrarca e contro l'Udinese.
Nel 1914 il Padova vinse il Campionato Veneto-Emiliano di Promozione e passò al campionato di Prima Categoria dell'Italia Settentrionale, che concluse con un quarto posto dietro L.R. Vicenza, Hellas Verona e Venezia.
Trascinatore e cannoniere di quella squadra fu proprio Silvio Appiani, che mise a segno 18 reti in 14 partite.
Il 12 aprile 1914 il Padova era di scena a Venezia per un'amichevole. In seguito ad un dubbio calcio d'angolo concesso dall'arbitro Lanza in favore dei lagunari, Appiani ordinò ai suoi compagni di abbandonare la gara in segno di protesta, facendo dunque terminare il match prematuramente, fra le proteste del pubblico di casa.
Nel 1915 con il Padova vinse anche una Coppa Veneta. Nella stagione 1913-1914 fu anche allenatore, assieme a Guido Festa e Mario Pedrina.

## Statistiche

### Presenze e reti nei club
| Stagione  | Squadra | Campionato | Campionato | Campionato | Coppe nazionali | Coppe nazionali | Coppe nazionali | Coppe europee | Coppe europee | Coppe europee | Altre coppe  | Altre coppe | Altre coppe | Totale | Totale |
| Stagione  | Squadra | Comp       | Pres       | Reti       | Comp            | Pres            | Reti            | Comp          | Pres          | Reti          | Comp         | Pres        | Reti        | Pres   | Reti   |
| --------- | ------- | ---------- | ---------- | ---------- | --------------- | --------------- | --------------- | ------------- | ------------- | ------------- | ------------ | ----------- | ----------- | ------ | ------ |
| 1913-1914 | Padova  | A          | 2          | 0          |                 |                 |                 |               |               |               |              |             |             | 2      | 0      |
| 1914-1915 | Padova  | A          | 14         | 18         |                 |                 |                 |               |               |               | Coppa Veneta | ?           | ?           | 14+    | 18+    |
| Totale    | Totale  | Totale     | 16         | 18         |                 |                 |                 |               |               |               |              | ?           | ?           | 16+    | 18+    |

## Palmarès
- Campionato Veneto-Emiliano di Promozione: 1

Padova: 1914
- Coppa Veneta: 1

Padova: 1915